# Billie Jean King Cup 2022
Billie Jean King Cup 2022, oficiálně se jménem sponzora Billie Jean King by BNP Paribas 2022, představoval 59. ročník tenisové soutěže ženských týmů v Billie Jean King Cupu, největší každoročně pořádané kolektivní události v ženském sportu. Do ročníku nastoupilo rekordních 118 družstev. Ruský tým obhajující trofej měl podruhé startovat pod hlavičkou Ruské tenisové federace s neutrálním statusem a bez užití ruské vlajky, hymny a názvu Ruská federace kvůli státem řízenému dopingu. Po ruské invazi na Ukrajinu v závěru února 2022 byly reprezentace Ruska a Běloruska vyloučeny ze soutěže.
Mezistátní zápasy finále a zonálních skupin byly hrány v jediný den do dvou vítězných bodů, s dvěma dvouhrami a závěrečnou čtyřhrou. Mezistátní utkání kvalifikačního kola a baráže probíhaly do tří vítězných bodů v rámci dvou dnů, se čtyřmi dvouhrami a závěrečným deblem. Ve třetí rozhodující sadě všech dvouher následoval za stavu gamů 6–6 sedmibodový tiebreak. Kapitáni družstev mohli nominovat až pět hráček. Prvním hracím termínem se stal týden od 11. dubna 2022, kdy byly odehrány části 1. a 2. skupin kontinentálních zón. Zároveň se mezi 15. a 16. dubnem podruhé konalo kvalifikační kolo. Finálový turnaj se konal v týdnu od 7. listopadu, kdy proběhla i baráž.
První titul vybojovalo Švýcarsko, které vylepšilo finálová maxima z let 1998 a 2021. Ve finále zdolalo Austrálii 2–0 na zápasy. Hlavní oporou glasgowského finálového turnaje se stala neporažená světová dvanáctka Belinda Bencicová, která zvítězila ve čtyřech dvouhrách a jedné čtyřhře. Švýcarsko se tak stalo dvanáctou zemí, která získala trofej. Austrálie usilovala o zisk osmého titulu, když sedmý v pořadí si odvezla z neapolského finále v roce 1974. Do roku 2022 pak odehrála dalších deset finále, ale ze všech odešla poražena.

## Finále
- Místo konání: Emirates Arena, Glasgow, Skotsko, Velká Británie
- Datum: 8.–13. listopadu 2022

Finále se konalo v týdnu od 7. listopadu 2022. Poprvé v historii se odehrálo ve skotském Glasgow, kde se dějištěm stanly dva dvorce  arény Emirates. Do Velké Británie se vyvrcholení soutěže vrátilo poprvé od roku 1991, kdy finále hostil Nottingham.
Finále se zúčastnilo dvanáct týmů:
- 2 finalisté 2021 (Švýcarsko, Austrálie)

(Po vyloučení vítěze předchozího ročníku Ruské tenisové federace přešlo místo na Austrálii jakožto nejvýše postaveného semifinalistu na žebříčku ITF.)
- 2 týmy na divokou kartu (Slovensko, Belgie)

(Po posunu Austrálie do finále získalo Slovensko divokou kartu jako její soupeř v neodehraném kvalifikačním kole.
 Po vyloučení Běloruska získala Belgie divokou kartu jako jeho soupeř v neodehraném kvalifikačním kole.)
- 7 vítězů kvalifikačního kola hraného v dubnu 2022
- 1 hostitelská země (Velká Británie)

| Účastníci | Účastníci | Účastníci     | Účastníci | Účastníci | Účastníci      |
| Austrálie | Belgie    | Česko         | Itálie    | Kanada    | Kazachstán     |
| Polsko    | Slovensko | Spojené státy | Španělsko | Švýcarsko | Velká Británie |
| --------- | --------- | ------------- | --------- | --------- | -------------- |

### Formát
| Datum                 | den                             | fáze                            | týmů                            | informace                       |
| --------------------- | ------------------------------- | ------------------------------- | ------------------------------- | ------------------------------- |
| 8.–11. listopadu 2022 | pondělí–čtvrtek                 | základní skupiny                | 12                              | 4 skupiny po 3 týmech           |
| 12. listopadu 2022    | pátek                           | semifinále                      | 4                               | 4 vítězově skupin               |
| 13. listopadu 2022    | sobota                          | finále                          | 2                               | 2 vítězově semifinále           |
| Výsledek              |                                 |                                 |                                 |                                 |
| Umístění              | účast                           | účast                           | účast                           | účast                           |
| 1.–2. místo           | účast ve finále 2023            | účast ve finále 2023            | účast ve finále 2023            | účast ve finále 2023            |
| 3.–12. místo          | účast v kvalifikačním kole 2023 | účast v kvalifikačním kole 2023 | účast v kvalifikačním kole 2023 | účast v kvalifikačním kole 2023 |

### Skupinová fáze
Dvanáct finalistů bylo rozděleno do čtyř tříčlenných skupin. Vítězové skupin postoupili do závěrečné vyřazovací fáze.
|  | postup do vyřazovací fáze |

| Skupina | 1. místo       | 1. místo | 1. místo | 1. místo | 2. místo      | 2. místo | 2. místo | 2. místo | 3. místo   | 3. místo | 3. místo | 3. místo |
| Skupina | tým            | MZ       | U        | S        | tým           | MZ       | U        | S        | tým        | MZ       | U        | S        |
| ------- | -------------- | -------- | -------- | -------- | ------------- | -------- | -------- | -------- | ---------- | -------- | -------- | -------- |
| A       | Švýcarsko      | 2–0      | 5–1      | 10–4     | Kanada        | 1–1      | 4–2      | 9–4      | Itálie     | 0–2      | 0–6      | 1–12     |
| B       | Austrálie      | 2–0      | 5–1      | 11–3     | Slovensko     | 1–1      | 3–3      | 6–8      | Belgie     | 0–2      | 1–5      | 4–10     |
| C       | Velká Británie | 1–1      | 4–2      | 9–4      | Španělsko     | 1–1      | 3–3      | 6–8      | Kazachstán | 1–1      | 2–4      | 6–9      |
| D       | Česko          | 2–0      | 4–2      | 8–4      | Spojené státy | 1–1      | 3–3      | 7–7      | Polsko     | 0–2      | 2–4      | 5–9      |

### Vyřazovací fáze
|  | Semifinále 12. listopadu | Semifinále 12. listopadu | Semifinále 12. listopadu |  |  | Finále 13. listopadu | Finále 13. listopadu | Finále 13. listopadu |
|  |                          |                          |                          |  |  |                      |                      |                      |
|  |                          | Švýcarsko                | 2                        |  |  |                      |                      |                      |
|  |                          | Česko                    | 0                        |  |  |                      |                      |                      |
|  |                          |                          |                          |  |  |                      | Švýcarsko            | 2                    |
|  |                          |                          |                          |  |  |                      | Austrálie            | 0                    |
|  |                          | Velká Británie           | 1                        |  |  |                      |                      |                      |
|  |                          | Austrálie                | 2                        |  |  |                      |                      |                      |

#### Finále: Švýcarsko vs. Austrálie
| | Švýcarsko | 2 :                                                                        | 0   | Austrálie |     |            |
| --- | --- | -------------------------------------------------------------------------- | --- | --------- | --- | ---------- |
| centrální dvorec, Emirates Arena, Glasgow, Velká Británie 13. listopadu 2022, 15:00 SEČ tvrdý (hala) | |                                                                            |     |           |     |            |
| \| \| \| \| 1. \| 2. \| 3. \| \| \| ----------- \| -------------------------------------------------------------------------------------------------------------------------------------------------------------------------------------------------------------------------------------------------------------------------------------------------------------------- \| -------------------------------------------------------------------------- \| --- \| --- \| --- \| ---------- \| \| 1. \| \| Jil Teichmannová Storm Sandersová \| 6 3 \| 4 6 \| 6 3 \| \| \| 2. \| \| Belinda Bencicová Ajla Tomljanovićová \| 6 2 \| 6 1 \| \| \| \| 3. \| \| Jil Teichmannová / Belinda Bencicová Storm Sandersová / Samantha Stosurová \| \| \| \| nehrálo se \| \| \| \| \| \| \| \| \| \| \| \| \| \| \| \| \| \| \| \| \| \| \| \| \| \| Podrobnosti \| \| \| \| \| \| \| \| \| Předchozí poměr vzájemných zápasů mezi Švýcarskem a Austrálií činil 2:6. Poslední vzájemné utkání odehrály v semifinále pražského finálového turnaje 2021, které Švýcarky ovládly. Australanky se do finále naposledy probojovaly v roce 2019 a od zisku osmého titulu v roce 1974 prohrály desáté finále v řadě.[8] \| \| \| \| \| \| | |                                                                            |     |           |     |            |
| | |                                                                            | 1.  | 2.        | 3.  |            |
| 1. | | Jil Teichmannová Storm Sandersová                                          | 6 3 | 4 6       | 6 3 |            |
| 2. | | Belinda Bencicová Ajla Tomljanovićová                                      | 6 2 | 6 1       |     |            |
| 3. | | Jil Teichmannová / Belinda Bencicová Storm Sandersová / Samantha Stosurová |     |           |     | nehrálo se |
| | |                                                                            |     |           |     |            |
| | |                                                                            |     |           |     |            |
| | |                                                                            |     |           |     |            |
| Podrobnosti | |                                                                            |     |           |     |            |
| | Předchozí poměr vzájemných zápasů mezi Švýcarskem a Austrálií činil 2:6. Poslední vzájemné utkání odehrály v semifinále pražského finálového turnaje 2021, které Švýcarky ovládly. Australanky se do finále naposledy probojovaly v roce 2019 a od zisku osmého titulu v roce 1974 prohrály desáté finále v řadě. |                                                                            |     |           |     |            |

## Kvalifikační kolo
- Datum: 15.–16. dubna 2022

Kvalifikační kolo se konalo 15.–16. dubna 2022. Nastoupilo do něj čtrnáct týmů, které vytvořily sedm párů. Jednotlivé dvojice odehrály vzájemná mezistátní utkání. Jeden z členů dvojice hostil duel na domácí půdě. Vítězové postoupili do finále a na poražené čekala světová baráž hraná v listopadu 2022, v níž se jejich soupeři stali vítězové 1. skupin tří kontinentálních zón.
Bělorusko bylo z ročníku vyloučeno pro poskytnutí zázemí ruské invazi na Ukrajinu. Jeho kvalifikační zápas kontumačně vyhrála Belgie.
Kvalifikačního kola se mělo dle harmonogramu účastnit osmnáct týmů:
- 10 týmů z 3.–12. místa finále 2021
- 7 vítězů z baráže 2021
- 1 nejvýše postavený poražený z baráže 2021 (Rumunsko)

(Na Rumunsko přešlo místo původně určené Kanadě, která dodatečně obdržela divokou kartu do finále 2021 namísto Česka, jež si v pražském finále zajistilo start z pozice pořádající země. Kanada tak do kvalifikace nepostoupila jako vítězný tým z baráže předchozího ročníku, ale automaticky z finále 2021.)
Týmy
Žebříček ITF k 8. listopadu 2021
1. Austrálie (finalista 2021, 1. ITF)
2. Francie (finalista 2021, 2. ITF)
3. Spojené státy (finalista 2021, 4. ITF)
4. Česko (finalista 2021, 5. ITF)
5. Německo (finalista 2021, 7. ITF)
6. Kanada (finalista 2021, 9. ITF)
7. Španělsko (finalista 2021, 10. ITF)
8. Rumunsko (nejvýše postavený poražený z baráže 2021, 11. ITF)
9. Slovensko (finalista 2021, 12. ITF)
10. Belgie (finalista 2021, 13. ITF)
11. Lotyšsko (vítěz baráže 2021, 14. ITF)
12. Velká Británie (vítěz baráže 2021, 15. ITF)
13. Kazachstán (vítěz baráže 2021, 16. ITF)
14. Itálie (vítěz baráže 2021, 17. ITF)
15. Polsko (vítěz baráže 2021, 19. ITF)
16. Ukrajina (vítěz baráže 2021, 24. ITF)
17. Nizozemsko (vítěz baráže 2021, 46. ITF)

| Kvalifikační kolo – 15. a 16. dubna 2022 | Kvalifikační kolo – 15. a 16. dubna 2022 | Kvalifikační kolo – 15. a 16. dubna 2022 | Kvalifikační kolo – 15. a 16. dubna 2022 | Kvalifikační kolo – 15. a 16. dubna 2022 | Kvalifikační kolo – 15. a 16. dubna 2022 | Kvalifikační kolo – 15. a 16. dubna 2022 |
| Domácí                                   | výsledek                                 | hosté                                    | místo konání                             | areál / hala                             | povrch                                   | zdroj                                    |
| ---------------------------------------- | ---------------------------------------- | ---------------------------------------- | ---------------------------------------- | ---------------------------------------- | ---------------------------------------- | ---------------------------------------- |
| Austrálie [1]                            | nehráno                                  | Slovensko                                | —                                        | —                                        | —                                        | [ 14 ]                                   |
| Itálie                                   | 3–1                                      | Francie [2]                              | Alghero                                  | Tennis Club Alghero                      | tvrdý                                    | [ 15 ]                                   |
| Spojené státy [3]                        | 3–2                                      | Ukrajina                                 | Asheville                                | Harrah's Cherokee Center                 | tvrdý (h)                                | [ 16 ]                                   |
| Česko [4]                                | 3–2                                      | Velká Británie                           | Praha                                    | I. ČLTK, Štvanice                        | antuka                                   | [ 17 ]                                   |
| Bělorusko [5]                            | bez boje                                 | Belgie                                   | Antalya (Turecko)                        | Club Megasaray                           | —                                        | [ 18 ]                                   |
| Kazachstán                               | 3–1                                      | Německo [6]                              | Nur-Sultan                               | Národní tenisové centrum Daulet          | antuka (h)                               | [ 19 ]                                   |
| Kanada [7]                               | 4–0                                      | Lotyšsko                                 | Vancouver                                | Pacific Coliseum                         | tvrdý (h)                                | [ 20 ]                                   |
| Nizozemsko                               | 0–4                                      | Španělsko [8]                            | 's-Hertogenbosch                         | Maaspoort                                | antuka (h)                               | [ 21 ]                                   |
| Polsko                                   | 4–0                                      | Rumunsko [9]                             | Radom                                    | Radomskie Centrum Sportu                 | tvrdý (h)                                | [ 22 ]                                   |

## Baráž
- Datum: 11.–12. listopadu 2022

Do baráže hrané mezi 11. a 12. listopadem 2022 nastoupilo šestnáct družstev, které vytvořily osm párů. Jednotlivé dvojice odehrály dvoudenní vzájemná mezistátní utkání ve formátu na tři vítězné body (čtyři dvouhry a čtyřhra). Jeden z páru hostil duel na domácí půdě. Vítězové postoupili do kvalifikačního kola 2023 a poražení sestoupili do 1. skupin tří kontinentálních zón.
Baráže se zúčastnilo šestnáct týmů:
- 6 poražených z kvalifikačního kola 2022
- 7 vítězů z baráží 1. skupin kontinentálních zón 2022
  - 3 týmy z Evropy a Afriky
  - 2 týmy z Ameriky
  - 2 týmy z Asie a Oceánie
- 2 týmy dodatečně kvalifikované (Srbsko a Mexiko) jako náhradníci za vyloučené Rusko a Bělorusko
- 1 tým dodatečně kvalifikovaný (Rakousko) po udělení divoké karty Velké Británii jako pořadateli finálového turnaje

| Nasazené týmy 1. Francie (2. ITF) 2. Německo (10. ITF) 3. Rumunsko (13. ITF) 4. Lotyšsko (16. ITF) 5. Japonsko (18. ITF) 6. Brazílie (19. ITF) 7. Čína (20. ITF) 8. Srbsko (21. ITF) | Nenasazené týmy - Mexiko (22. ITF) - Argentina (23. ITF) - Maďarsko (24. ITF) - Ukrajina (26. ITF) - Chorvatsko (29. ITF) - Rakousko (33. ITF) - Slovinsko (36. ITF) - Nizozemsko (37. ITF) |

| Baráž – 11. a 12. listopadu 2022 | Baráž – 11. a 12. listopadu 2022 | Baráž – 11. a 12. listopadu 2022 | Baráž – 11. a 12. listopadu 2022 | Baráž – 11. a 12. listopadu 2022 | Baráž – 11. a 12. listopadu 2022 | Baráž – 11. a 12. listopadu 2022 |
| Domácí                           | výsledek                         | hosté                            | místo konání                     | areál / hala                     | povrch                           |                                  |
| -------------------------------- | -------------------------------- | -------------------------------- | -------------------------------- | -------------------------------- | -------------------------------- | -------------------------------- |
| Francie [1]                      | 3–1                              | Nizozemsko                       | Le Portel                        | Le Chaudron                      | tvrdý (h)                        |                                  |
| Chorvatsko                       | 1–3                              | Německo [2]                      | Rijeka                           | Sportska Dvorana Zamet           | tvrdý (h)                        |                                  |
| Rumunsko [3]                     | 4–0                              | Maďarsko                         | Oradea                           | Sala Polivalentă                 | tvrdý (h)                        |                                  |
| Rakousko                         | 3–2                              | Lotyšsko [4]                     | Schwechat                        | Multiversum                      | antuka (h)                       |                                  |
| Japonsko [5]                     | 1–3                              | Ukrajina                         | Tokio                            | Ariake Coliseum                  | tvrdý (h)                        |                                  |
| Argentina                        | 1–3                              | Brazílie [6]                     | Tucumán                          | Lawn Tennis Club                 | antuka                           |                                  |
| Slovinsko                        | 3–1                              | Čína [7]                         | Velenje                          | Bela Dvorana                     | antuka (h)                       |                                  |
| Mexiko                           | 4–0                              | Srbsko [8]                       | San Luis Potosí                  | Club Deportivo Potosino          | antuka                           |                                  |

## Americká zóna

### 1. skupina
- Místo konání: Salinas Golf and Tennis Club, Salinas, Ekvádor (tvrdý, venku)
- Datum: 13.–16. dubna 2022

| Blok A - Argentina - Brazílie - Kolumbie - Guatemala | Blok B - Chile - Ekvádor - Mexiko - Paraguay |

Výsledek
Podrobnější informace naleznete v článkové sekci Baráž 1. skupiny.
- Argentina a Brazílie postoupily do světové baráže 2022
- Paraguay a Ekvádor sestoupily do 2. skupiny Americké zóny pro rok 2023

### 2. skupina
- Místo konání: Centro Nacional de Tenis Parque del Este, Santo Domingo, Dominikánská republika (tvrdý, venku)
- Datum: 25.–30. července 2022

| Blok A - Bahamy - Bermudy - Dominikánská republika - Salvador Blok B - Kuba - Peru - Venezuela - Americké Panenské ostrovy | Blok C - Aruba - Bolívie - Panama - Portoriko Blok D - Barbados - Kostarika - Honduras - Jamajka - Uruguay |

Výsledek
Podrobnější informace naleznete v článkové sekci Baráž 2. skupiny.
- Bolívie a Peru postoupily do 1. skupiny americké zóny 2023

## Zóna Asie a Oceánie

### 1. skupina
- Místo konání: Megasaray Tennis Academy, Antalya, Turecko (antuka, venku)
- Datum: 12.–16. dubna 2022

Blok A
- Čína
- Indie
- Indonésie
- Japonsko
- Nový Zéland
- Jižní Korea

Výsledek
Podrobnější informace naleznete v článkové sekci Základní blok.
- Čína a Japonsko postoupily do světové baráže 2022
- Indonésie a Nový Zéland sestoupily do 2. skupiny zóny Asie a Oceánie pro rok 2023

### 2. skupina
- Místo konání: National Tennis Center, Kuala Lumpur, Malajsie (tvrdý)
- Místo konání: Centrální stadion Frunze, Dušanbe, Tádžikistán (tvrdý)
- Datum: 8.–13. srpna 2022 (Kuala Lumpur) / 22.–27. srpna 2022 (Dušanbe)

| Blok A (Kuala Lumpur) - Tchaj-wan - Hongkong - Írán - Laos - Vietnam Blok A (Dušanbe) - Brunej - Guam - Srí Lanka - Uzbekistán | Blok B (Kuala Lumpur) - Malajsie - Maledivy - Pacifická Oceánie - Singapur - Thajsko Blok B (Dušanbe) - Mongolsko - Pákistán - Tádžikistán - Turkmenistán |

Výsledek
Podrobnější informace naleznete v článkové sekci Baráž 2. skupiny.
- Thajsko a Uzbekistán postoupily do 1. skupiny zóny Asie a Oceánie pro rok 2023

## Zóna Evropy a Afriky

### 1. skupina
- Místo konání: Megasaray Tennis Academy, Antalya, Turecko (antuka, venku)
- Datum: 11.–16. dubna 2022

| Blok A - Dánsko - Estonsko - Maďarsko - Srbsko - Turecko | Blok B - Rakousko - Bulharsko - Chorvatsko - Gruzie - Slovinsko - Švédsko |

Výsledek
Podrobnější informace naleznete v článkové sekci Baráž I. skupiny.
- Chorvatsko, Maďarsko a Slovinsko postoupily do světové baráže 2022
- Estonsko a Gruzie sestoupily do 2. skupiny zóny Evropy a Afriky pro rok 2023

### 2. skupina
- Místo konání: Vierumäki, Finsko (tvrdý, hala)
- Datum: 12.–15. dubna 2022

| Blok A - Egypt - Řecko - Norsko | Blok B - Finsko - Izrael - Litva - Lucembursko |

Výsledek
Podrobnější informace naleznete v článkové sekci Baráž 2. skupiny.
- Egypt a  Norsko postoupily do 1. skupiny zóny Evropy a Afriky pro rok 2023
- Finsko a  Lucembursko sestoupily do 3. skupiny zóny Evropy a Afriky pro rok 2023

### 3. skupina
- Místo konání: Bellevue Tennis Club, Ulcinj, Černá Hora (antuka)
- Místo konání: Tennis Club Jug, Skopje, Severní Makedonie (antuka)
- Datum: 7.–11. června 2022 (Ulcinj) / 5.–10. července 2022 (Skopje)

| Blok A (Ulcinj) - Bosna a Hercegovina - Černá Hora - Nigérie | Blok B (Ulcinj) - Alžírsko - Ázerbájdžán - Kypr - Ghana | Blok C (Ulcinj) - Arménie - Mauricius - Moldavsko - Maroko |

| Blok A (Skopje) - Island - Irsko - Seychely | Blok B (Skopje) - Burundi - Malta - Portugalsko | Blok C (Skopje) - Botswana - Severní Makedonie - Jižní Afrika - Uganda | Blok D (Skopje) - Albánie - Keňa - Kosovo - Namibie |

Výsledek
Podrobnější informace naleznete v článkové sekci Baráže 3. skupiny.
- Bosna a Hercegovina a Portugalsko postoupily do 2. skupiny zóny Evropy a Afriky pro rok 2023